# Michel Verrault
Michel Verrault é um árbitro de patinação de velocidade em pista curta. Ficou conhecido em todo o mundo ao fazer o juramento do árbitro nos Jogos Olímpicos de Inverno de 2010.